# 矛盾
矛盾（むじゅん、英: contradiction）とは、「二つの物事が食い違っていて、辻褄が合わないこと」を意味する日本語であり、中国古典『韓非子』の「矛と盾」の故事に由来する故事成語。また、西洋の論理学用語の訳語として以下の意味も持つ。
- 伝統的論理学で、二つの概念または命題が一定の事象を同一の観点から同時に、一方が肯定し他方が否定する場合の両者の関係。
- 命題論理学で、複合命題からなる論理式の各要素命題にいかなる真理値を与えても必ず偽となる式。

ドイツの哲学者ヘーゲルは自身の「弁証法」理論で、物事が発展する原動力として矛盾を重視した。

## 故事「矛と盾」
『韓非子』難一篇に出てくる故事。「どんな盾も突き通す矛」と「どんな矛も防ぐ盾」を売っていた楚の男が、客から「その矛でその盾を突いたらどうなるのか」と問われ、返答できなかったという話から。もし矛が盾を突き通すならば、「どんな矛も防ぐ盾」は誤り。もし突き通せなければ「どんな盾も突き通す矛」は誤り。したがって、どちらを肯定しても男の説明は辻褄が合わない。

### 儒家批判における矛盾
「矛盾」は、韓非が『韓非子』の中で儒家（孔子と孟子がその代表、ここでは孔子）批判のためのたとえ話の中で、「矛盾」という言葉を使ったもの。儒家は伝説の時代の聖王の「堯」と「舜」の政治を最高で理想だとし、舜が悪きを改め、良い立派な行いをして人々を助けたから堯は舜に禅譲したとした。しかし、韓非によれば、堯が名君で民を良く治めていたとすれば、舜が悪きを改め、良い立派な行いをして人々を助けるということはそもそも起こりえない。一方が立派な人物だとすれば他方はそうではなくなってしまう。したがって、両方の者が同じく最高の人物で、理想的な政治を行ったというのは話が合わず、あり得ないという意味を込めて批判的に矛盾の喩え話をした。いわば、この話には、韓非が儒家（徳治主義）の思想を批判し、自説の法家（法治主義）の思想の正当性を主張しようという意図があったのである。

## 訳語
英語の contradiction や ドイツ語の Kontradiktionを「矛盾」と訳すのは、明治時代の井上哲次郎等著『哲学字彙』に由来する。ただし、「矛盾」という語彙はそれ以前から日本語にあった。翻訳語としての「矛盾」は中国語に逆輸入された。
英語の contradiction の語源は、ラテン語の contrādictiō ないし contrādīcō であり「反論」を意味した。英語の contradict は「矛盾する」のほか「～に反駁する（他動詞）」「反対の意見を述べる・反駁する（自動詞）」の意味も持つ。

## 論理学における矛盾
まず命題論理における矛盾の定義を述べる：命題Pに対して、「Pかつ¬P」を矛盾という。
矛盾を利用した論法に背理法がある。この論法では、「Xである」を示す場合に、まず「Xでない」という架空の設定を考える。そして「Xでない」という架空の設定のもと論理を進め、何らかの矛盾を導く。矛盾が起こったのだからそれは「絶対にありえない事」だという事になるので、最初の「Xでない」がおかしかったのだという事になり、結論として「Xである」を得るのである。
（数学的な意味での）矛盾の興味深い性質として、矛盾を含む体系においてはどんな命題を導くこともできる、というものがある（爆発律 principle of explosion, ECQ）。背理法は、
命題¬φを仮定して矛盾が導けたら命題φを推論できる
と定式化できる。考えている体系において何らかの矛盾が成立していたとすると、形式的な仮定「¬B」をおいても（これは全く使わずに）矛盾を導けるということになる。従ってBの二重否定¬¬Bが推論できることになり、二重否定は無視できる（排中律）ことから結局Bが推論できたことになる。ただし、古典論理ではない直観論理などでは排中律や背理法は成立しない。

## 弁証法における矛盾
ドイツ観念論の哲学者ヘーゲルは、弁証法を定式化し、「一つの事物・命題には必ずそれ自身の否定が含まれる」ということを指摘した。矛盾の重要性を最初に指摘したのはヘーゲルである。
ヘーゲルは、
ある物が運動するのは、それが今ここにあり、他の瞬間にはあそこにあるためばかりでなく、同一の瞬間にここにあるともここになく、同じ場所に存在するとともに、存在しないためでもある。運動は存在する矛盾そのものである、ということになるのだ。
とした。マルクス学派はこの考えを受け継ぎ、レーニンは「弁証法とは物の本質そのものにおける矛盾の研究である」と述べた。
エンゲルスは、
何かある事物が対立を背負っているとすれば、それは自己自身と矛盾しているわけで、そのものの思想的表現も同様である。たとえばある事物が、あくまでも同一でありながら、しかも同時に不断に変化していることと、それ自身に「持続」と「変化」との対立をもっていることは一つの矛盾である。
として、「生物は一つの矛盾だ」と主張した。

## 矛盾と人間の認識
科学史家で科学教育家である板倉聖宣は矛盾は「人間が矛盾が起こるように考えるから矛盾がある」のであって、「動いているものを静止の論理でとらえようとする」「変化しているものを静止させて考える」人間の思考に原因がある、とした。矛盾は人間が認識したもので、「矛盾でとらえざるを得ないものがある」のであって、「矛盾そのものが存在するのではない」「我々がそこに矛盾を認めるということは、それが運動しているか変化している」と考えた。従って板倉は、「矛盾としてとらえたものは変化発展しているのだから、「矛盾は発展の原動力だ」というのは当然だ」としている。

## 敵対的矛盾と調和的矛盾
マルクスとエンゲルスは「敵対する矛盾と調和する矛盾」と言い、これを毛沢東が持ち出した。敵対的矛盾とは、対立する両者が闘争し、止揚によって矛盾が克服されるもので、調和する矛盾とは、両者が調和するように努力しなければならない、実現そのものが解決である矛盾である。これに対して、板倉聖宣は「矛盾に2つの種類はない」と否定した。たとえば敵対的矛盾として「資本家と労働者階級の矛盾」があげられているが、この矛盾を無くさないといけないとすると、相手を打倒することになる。しかし資本家を打倒してしまえば労働者は失業する。矛盾を無くすために資本主義社会で本当に資本家を倒してしまうと労働者もいなくなってしまい、社会は止まってしまう。「発展の原動力」というなら、敵対的であろうと調和的であろうと矛盾はなくしてはいけないもののはずだと批判した。「矛盾」を「敵対」と「調和」に分ける基準はなく、決めるのは権力者ということになってしまう点も非常に恐ろしいことだと指摘した。
これに対してマルクス学派は資本種社会の根本的な矛盾は、生産の社会性と生産手段の私的所有との矛盾であるとして、生産手段の私的所有の関係をぶち切って生産手段を全国民の管理下に置き、社会的な所有に変えれば解決するとした。

## 科学理論の交代における矛盾の役割
科学史家の板倉聖宣は基本理論の交代における矛盾の役割の重要性を明らかにした。
板倉は古典力学、電磁気学、量子力学の理論形成を研究し、「理論の交代が起こるのは古い理論の内部に矛盾が出現することである」とした。理論の内部矛盾が認識されることで理論は危機に陥る。そしてその矛盾をのりこえようとする結果として形成されるのが新理論であると主張した。古い理論の内部矛盾の存在は、その理論に深くコミットした人ほどより深刻にとらえられ、顕在化してくるという特徴を持っている。従って新しい理論はしばしば古い理論の見かけをもっている。古い理論の敵は説明できないデータの存在でもなく、競合する新理論の出現でもなく、矛盾の存在なのであると板倉は主張したたとえば、「コペルニクスは天動説の抱える内部矛盾を発見し、それを解決するためにはどうしても天体の回転の中心を地球から太陽にしなければならなかったのだ」としている。
物理学者の武谷三男は「量子力学においては波動と粒子という対立した現象形態が「状態」という本質的な概念に統一される。系が空間に限定されているためには（すなわち粒子であるためには）、異なった波長の多数の波を足し合わせて波束を作らなければならない（波の性質）。かくて空間的に限定された系は自己の中に矛盾を持ち、この矛盾が系の自己運動となる」と「量子力学には将来止揚されるべき矛盾に充ちている」と述べた。
パラダイム理論を唱えたトマス・クーンは、「ある個人がいかにして集積されたすべてのデータに秩序を与える新しい方法を発明するかは、ここでは測り知れないものであり、永遠に不可知にとどまるであろう」として、科学者による理論の選択は、もともと合理的説明はできないのであって、宗教的回心のようなものだと主張したが、板倉聖宣は、理論交代の必然性を「理論内部の矛盾による自滅とそののりこえ」によって説明できると批判した。